# Étienne Cledel
Étienne Cledel, né le 14 juillet 1735 à Alvignac, mort le 16 septembre 1820 dans la même ville, est un homme politique de la Révolution française.

## Biographie
En septembre 1791, alors qu'il est procureur-syndic du district de Saint-Céré, Étienne Cledel est élu député suppléant du département du Lot, le premier sur trois, à l'Assemblée nationale législative. Il est appelé à siéger en mai 1792 en remplacement de François Dupuy-Montbrun, décédé au cours de son mandat.
En septembre 1792, Étienne Cledel est réélu député du Lot, le deuxième sur dix, à la Convention nationale. Il siège sur les bancs de la Montagne. Lors du procès de Louis XVI, il vote la mort et rejette l'appel au peuple et le sursis à l'exécution. Il est absent lors de la mise en accusation de Jean-Paul Marat en avril 1793. Il vote contre le rétablissement de la Commission des Douze en mai. En frimaire an III (décembre 1794), il est envoyé en mission dans les départements de la Vienne, de la Haute-Vienne et de la Creuse.
Sous le Directoire, Cledel est réélu député. Il siège au Conseil des Cinq-Cents entre brumaire an IV (octobre 1795) et l'an VI (mai 1797).
Sous la Restauration, Cledel est frappé par la loi du 12 janvier 1816 contre les régicides et les soutiens à Bonaparte durant les Cent-Jours. Il bénéficie d'un sursis en raison de son âge.

## Sources
1. ↑  Archives parlementaires de 1787 à 1860, Première série, tome 34, p. 36.
2. ↑  Archives parlementaires de 1787 à 1860, Première série, tome 43, séance du 14 mai 1792, p. 322.
3. ↑  Archives parlementaires de 1787 à 1860, Première série, tome 52, p. 47.
4. ↑  Jacques-François Froullé, « Liste comparative des cinq appels nominaux. Faits dans les séances des 15, 16, 17, 18 et 19 janvier 1793, sur le procès et le jugement de Louis XVI [...] » , sur www.gallica.bnf.fr, 1793 (consulté le 23 février 2024)
5. ↑  Archives parlementaires de 1787 à 1860, Première série, tome 62, séance du 13 avril 1793, p. 62.
6. ↑  Archives parlementaires de 1787 à 1860, Première série, tome 65, séance du 28 mai 1793, p. 535.
7. ↑  Alphonse Aulard, « Recueil des actes du Comité de salut public, avec la correspondance officielle des représentants en mission et le registre du conseil exécutif provisoire. Tome 18 » , sur www.galica.bnf.fr, 1908 (consulté le 23 février 2024)